# Munkar och nunnor inom tibetansk buddhism

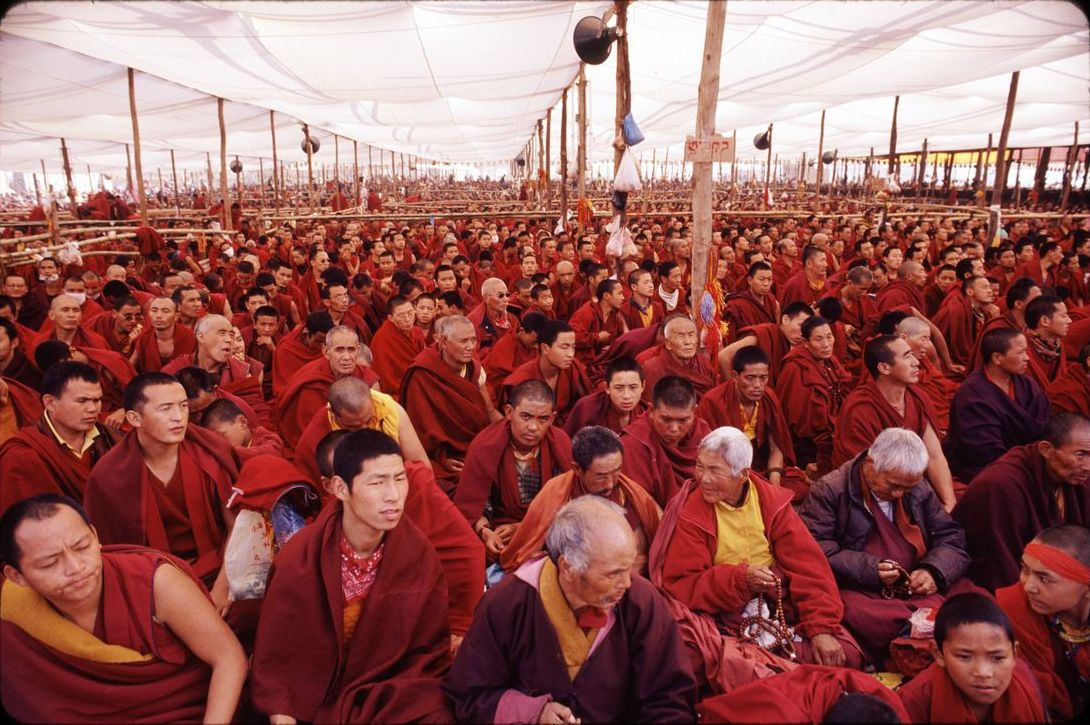
En stor samling tibetanska munkar vid Bodh Gaya, år 2003

Ända sedan den femte Dalai Lama styrt Tibet har landet haft ett mycket stort antal munkar. Sedan dess har det viktiga inte ansetts vara att ett fåtal talangfulla individer ska bli munkar, utan snarare att så många män som möjligt skulle säga upp sina sekulära liv för att bli munkar. År 1694 skrev den sittande Dalai Lamas högst rankade minister att det fanns 1807 kloster och 97 538 munkar i Tibet, och under 1950-talet uppskattas 2700 kloster/tempel och 120 000 munkar ha funnits i Tibet (24% av den manliga befolkningen).
De flesta blir munkar när de är mellan 6 och 12 år gamla. Det är föräldrarna eller pojkarnas vårdnadshavare som tar beslutet om pojkarna ska bli munkar eller inte. Även om pojkarna har viss talan i om de ska bli munkar eller inte, har det förekommit att pojkar blivit tvingade till att bli munkar. Tibetanska munkar går varken organiserade allmoserundor eller får mat från klostren, utan måste istället fixa sin egen mat. Munkar får dock lön från klostren, men detta är sällan tillräckligt för att leva på. Yngre munkar får bo tillsammans med äldre munkar i deras hushåll, eftersom de yngre munkarna inte anses vara förmögna att ta hand om sig själva vid så tidig ålder. Den äldre munken blir då ansvarig över att den yngre munken har mat, husrum, och så vidare.
Det finns ett flertal typer av munkar. Först finns det novismunkar, som studerar för att bli munkar. Dessa har 36 levnadsregler att leva efter. När en novismunk blivit munk lever de efter 253 levnadsregler. Nästa steg som vissa munkar tar, är att studera till geshe.

## Geshe
Omkring 10% de tibetanska munkarna följer en kursplan i deras studier av den buddhistiska läran. De som följer denna kursplan studerar i omkring 15 år, och organiserade debatter kring den buddhistiska läran är vanliga bland dessa munkar. Geshe är en titel och akademisk examen som tas främst inom inriktningen gelug, men benämningen förekommer även för munkar som fulländat en sådan utbildning i andra inriktningar.

## Efter geshe
De munkar som klarat gesheutbildningen kan sedan gå ytterligare en utbildning. Denna utbildning är mycket svår och komplicerad, och dess fokus är tantriska lärdomar som inte skrivits ned utan som endast lärs ut via muntlig tradition. Den som klarar denna utbildning får titeln gyupa. Nästkommande steg är kenpo, att bli abbot vid ett kloster. Kenpor blir tillsatta genom att styrelsen vid ett kloster röstar fram en geshe eller gyupa att nominera. Enligt tradition är det alltid Dalai Lama som tar beslutet om vem som ska bli kenpo, men han väljer sällan någon annan än den nominerade.
Tulkor inom gelug går i regel alltid igenom alla dessa steg, men alla tulkor gör inte det. Med andra ord behöver inte en tulku nödvändigtvis vara mycket väl påläst. Att någon är en tulku innebär i praktiken bara att de är en återfödelse av någon som levt innan dem som haft samma titel, såsom Dalai Lama.

## Nunnor
Det finns i praktiken inga faktiska nunnor inom tibetansk buddhism, eftersom traditionen av nunnevigning aldrig spred sig till Tibet. Däremot finns det ett flertal kloster för nunnenoviser, och ett antal nunnenoviser som följer färre levnadsregler än de 364 som fullständiga nunnor skulle ha följt. Dalai Lama har visat sitt stöd till att försöka återuppliva traditionen av nunnevigning.

## Vinaya
Tibetanska munkar och nunnor följer mūlasarvāstivādas vinaya, som innehåller 253 levnadsregler för munkar och 364 levnadsregler för nunnor.
Denna vinaya anses av många nutida forskare innehålla levnadsregler som förbjuder munkar och nunnor från att använda pengar, men samtidigt finns det delar av vinayan som talar om och förutsätter att munkar har privat egendom och pengar. Det finns dessutom ett stort antal regler som reglerar munkarnas användning och ägande av pengar och egendom. Exempelvis finns det regler som berättar vem som ska ärva munkens ägodelar när denne dör, regler gällande munkar som lånar pengar från lekmän, regler gällande hur munkars rikedom ska delas med andra munkar, och så vidare.
Gregory Schopen menar att det kan finnas flera förklaringar till att vinayan är motsägelsefull. En anledning som Schopen nämner är att de vinayaexperter som skrev vinayan av någon anledning ignorerade de regler som förbjöd användandet av pengar och relaterade aktiviteter, eller nedvärderade hur viktiga dessa levnadsregler var. En annan möjlig anledning som Schopen nämner är att dessa regler har blivit feltolkade i modern tid. Schopen menar att de regler som av vissa sägs förbjuda användandet av pengar, köpande och säljande, kan översättas och tolkas på många olika sätt. Schopen säger att det är möjligt att vinayaexperternas kunskap gällande dessa regler var stor, men att de eventuellt tolkade reglerna på andra sätt än forskare i modern tid. Han menar slutligen att det är tydligt att de munkar som skrev denna vinaya, tillät munkar att bland annat ha personliga ägodelar, egendomar och pengar.